# Ennstaler Bergschecken

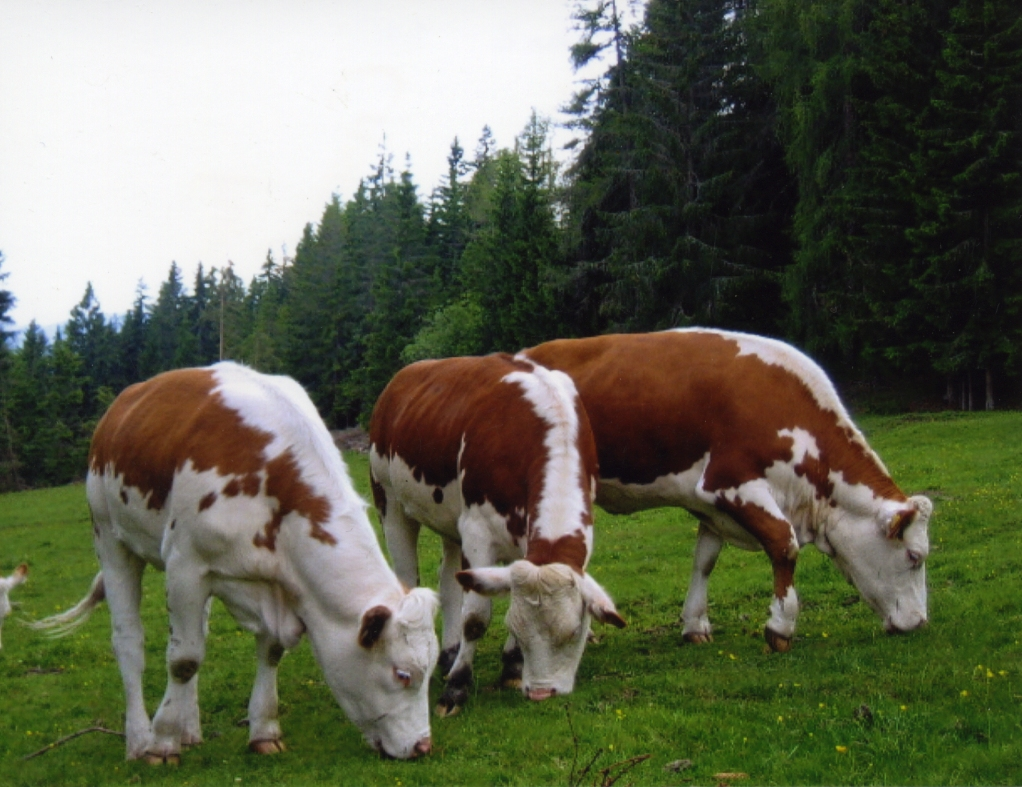
Ennstaler Bergschecken

Die Ennstaler Bergschecken sind eine beinahe ausgestorbene Rasse des Hausrindes.

## Beschreibung
Die meist kleinen und leichten Ennstaler Bergschecken sind aus dem bajuwarischen Weißkopfschecken entstanden. Sie waren einst fast vollständig fuchsrot, bevor immer mehr weiße Anteile in ihrem Fell zu finden waren. Am Ende waren 75 bis 80 % des Fells weiß, so dass nur noch fuchsrote Flecken mit gewolkten oder verfranzten Rändern an Lende und Flanke übrig blieben. Während die Ohren normalerweise gefärbt sind, bleiben Hörner, Klauen und Schleimhäute meist pigmentfrei. Bevor die Rasse bereits im 18. Jahrhundert von Rassen wie den Murbodner oder Pinzgauern und Blondvieh verdrängt wurde, war sie als Zugtier und Mastvieh beliebt. Die Tiere waren nach zwei Jahren in den alpinen Höhenlagen bereits voll entwickelt und galten daher als frühreifste Alpenrasse. Obwohl sie wenig Fett ansetzten, war ihr Muskelfleisch von Fett durchzogen (Marmorierung).

## Geschichte
Die vermeintlich letzten zwei Kühe wurden 1986 geschlachtet. In der Zwischenzeit, Stand 2005, sind noch einige Restbestände gefunden worden. Die Erhaltungsarbeit wird von der Arche Austria (Verein zur Erhaltung seltener Nutztierrassen) sowie der Österreichischen Nationalvereinigung für Genreserven landwirtschaftlicher Nutztiere betreut. Im Jahre 2004 gab es in Österreich wieder 65 Tiere in 6 Betrieben.